# Per sempre (album Raffaello)
Per sempre è il settimo album del cantante napoletano Raffaello, pubblicato nel 2012 prodotto e distribuito dalla Zeus Record con gli arrangiamenti di Francesco D'Alessio.
Nel brano La mia piccola c'è la voce della Pina di Radio Deejay.

## Tracce
1. Per sempre • (S.Viola, F.D'Alessio, Raffaele Migliaccio)
2. Vince lui • (S.Viola, F.D'Alessio, Raffaele Migliaccio )
3. Solo male • (G.Carluccio, Raffaele Migliaccio )
4. Duje nnamurate • (S.Viola, F.D'Alessio, Raffaele Migliaccio )
5. Colpa mia colpa tua • (S.Di Sarno, G.Carluccio, Raffaele Migliaccio )
6. Turnamme a fa pace • (S.Viola, F.D'Alessio, Raffaele Migliaccio )
7. Damme a te • (R.Armani, Raffaele Migliaccio )
8. La mia piccola • (E.Pepe, O.Branzi, Raffaele Migliaccio ) - (feat. La Pina)
9. Ti manca lui • (R.Armani, Raffaele Migliaccio )